# Stade Urbano-Caldeira
Le stade Urbano-Caldeira, populairement connu sous le nom de Vila Belmiro, est un stade de football situé à Santos au Brésil. 
Le stade appartient au Santos FC, qui y joue ses matchs à domicile. Construit en 1912, il vit se révéler de nombreuses stars du football, dont Pelé et Neymar entre autres.